# Jean-Noël Barrot
Jean-Noël Barrot (Paris, 13 de maio de 1983) é um político, economista e diplomata francês, filiado ao Movimento Democrático (MoDem). Entre 2022 e 2024, Barrot ocupou o cargo de Ministro da Transição Digital e Telecomunicações no governo liderado pela Primeira-ministra Élisabeth Borne.. Desde setembro de 2024, Barrot exerce o cargo de Ministro da Europa e dos Negócios Estrangeiros dentro do Governo Barnier.
De carreira na economia e finanças, Barrot foi eleito representante do 2.º distrito de Yvelines na Assembleia Nacional Francesa nas eleições legislativas de 2017. À época, Barrot contou com o apoio político do A República em Marcha!, mesmo partido do Presidente francês Emmanuel Macron. Em 2024, Barrot assumiu o comando do Comitê de Relações Exteriores da Assembleia Nacional, cargo que exerceu por poucos meses antes de sua nomeação para chefia do Ministério do Exterior francês.